# Al-Minja
Al-Minja (المنيا) – miasto w środkowym Egipcie, ośrodek administracyjny muhafazy Al-Minja, na zachodnim brzegu Nilu.
Na początku XX wieku centrum produkcji bawełny.
1 stycznia 2008 roku w wypadku drogowym w okolicach miasta zginęło 19 osób, a 44 zostały ranne. Zderzyły się autobus i ciężarówka. Pod wpływem uderzenia autobus spadł do kanału z wodą. Większość ofiar w nim utonęła.

## Miasta partnerskie
- Hildesheim